# Sainte-Foy-la-Grande
Sainte-Foy-la-Grande es una comuna de Francia del departamento de Gironda, en la región de Aquitania. Es el corazón de la denominación de origen AOC (Appelation d'origine contrôlée) de vinos de Burdeos Sainte-Foy-Bordeaux.
Fue fundada en el año 1255 como bastida en la época feudal de la dominación inglesa de Aquitania.
Forma parte del Camino de Santiago (Via Lemovicensis).

## Personalidades ligadas a Sainte-Foy-la-Grande
- Paul Broca: médico, anatomista y antropólogo.
- Élie Faure: historiador del arte y ensayista.
- Élisée Reclus: geógrafo y anarquista
- Ugo Mola: entrenador y exjugador de rugby